# ابن زرعة
ابن زرعة وإسمه الكامل أبو علي عيسى ابن إسحاق ابن زُرعة وهو فيزيائي وفيلسوف من مسيحيو العراق من العصور المتوسطة، ولد في سنة 943 في مدينة بغداد أثناء العصر العباسي لأسرة مسيحية يعقوبية. تلقى تعليمه على يد يحيى بن عدي توفي في سنة 1008 في مدينة بغداد.